# Microstomidae
Ordre
Les Microstomidae sont une famille de vers plats marins et libre.

## Liste desgenres
- Microstomum Schmidt, 1848
- Myozonella Beklemishev, 1955
- Alaurina Busch, 1851
- Einarmicrostomum Faubel, sous presse